# Меканиксвил (Вирџинија)
Меканиксвил (енгл. Mechanicsville) насељено је место без административног статуса у америчкој савезној држави Вирџинија.

## Демографија
По попису из 2010. године број становника је 36.348, што је 5.884 (19,3%) становника више него 2000. године.
| Група             | 2000.          | 2010.          |
| Белци             | 27.468 (90,2%) | 31.137 (85,7%) |
| Афроамериканци    | 1.951 (6,4%)   | 3.086 (8,5%)   |
| Азијати           | 275 (0,9%)     | 643 (1,8%)     |
| Хиспаноамериканци | 359 (1,2%)     | 839 (2,3%)     |
| Укупно            | 30.464         | 36.348         |